# Apistogramma urteagai
Apistogramma urteagai е вид лъчеперка от семейство Цихлиди (Cichlidae). Видът е незастрашен от изчезване.

## Разпространение
Разпространен е в Перу.

## Описание
На дължина достигат до 4,1 cm.
Популацията на вида е стабилна.